# Modelatge del soroll

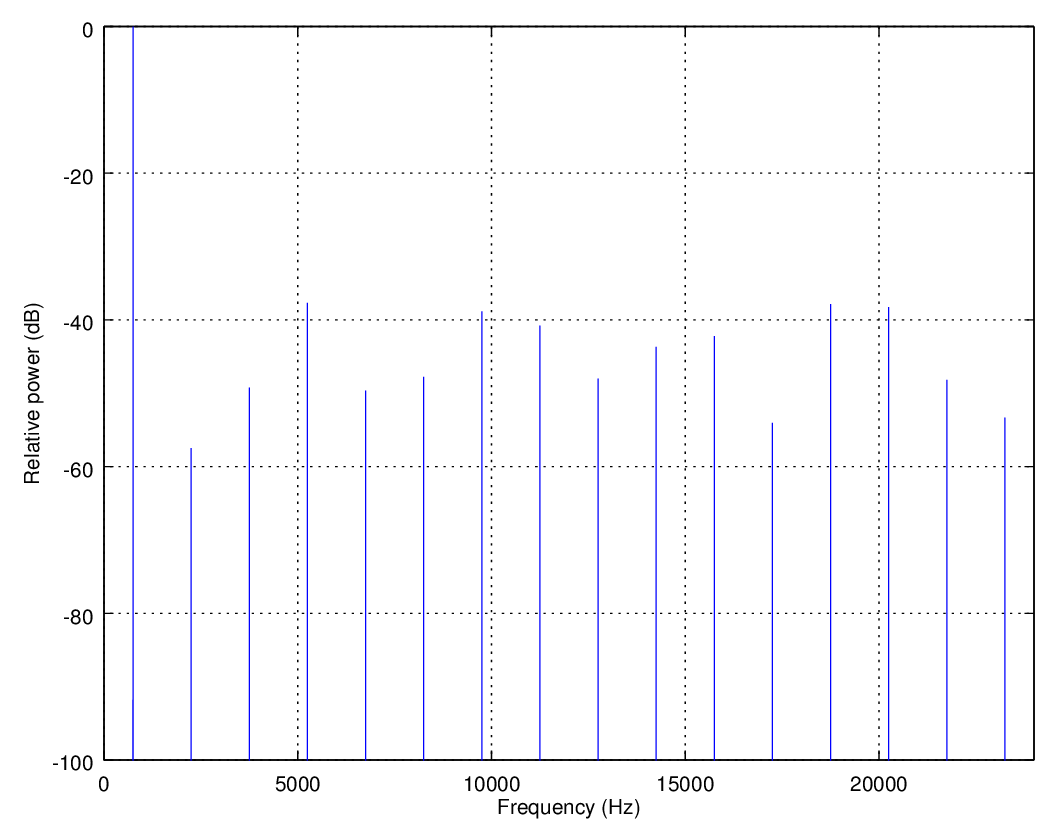
Espectre d'un to pur de 750 Hz mostrat a 48 kHz i quantificat a 4 bits sense utilitzar ni dither ni modelació de soroll.

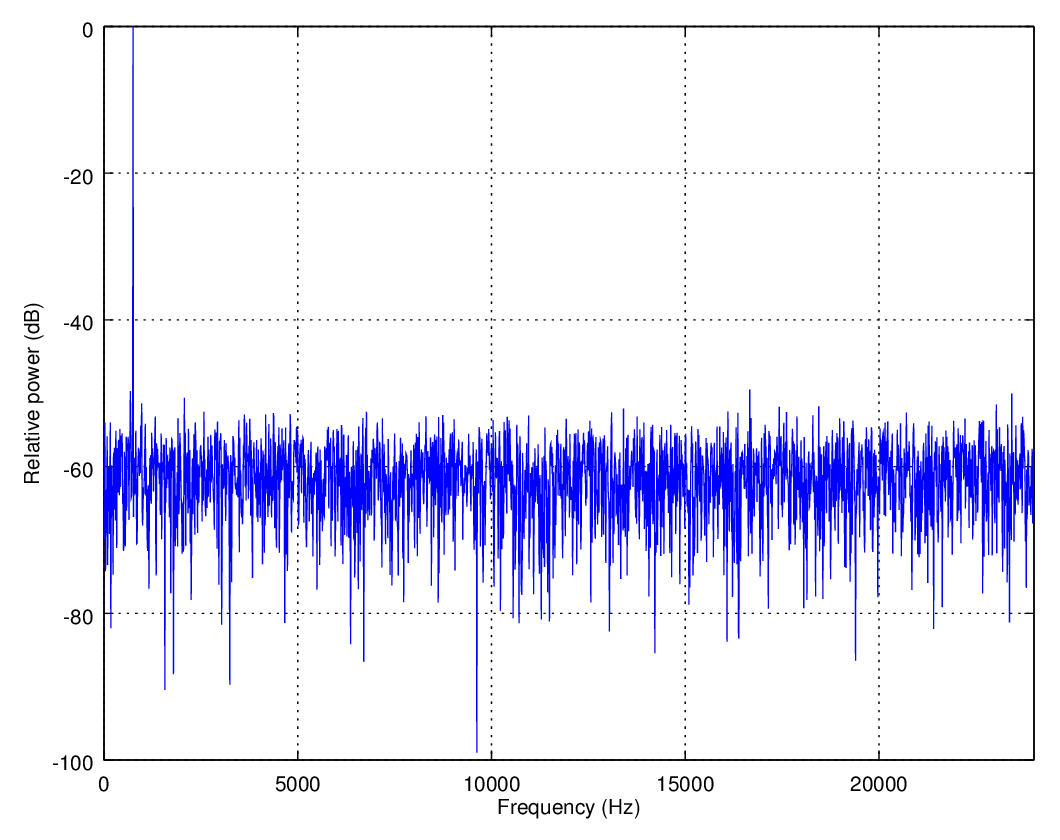
Espectre d'un to pur de 750 Hz mostrat a 48 kHz i quantificat a 4 bits mitjançant tramat triangular però sense modelació de soroll.

El modelatge del soroll és una tècnica que s'utilitza habitualment en el processament d'àudio, imatge i vídeo digital, generalment en combinació amb el trampat, com a part del procés de quantificació o reducció de la profunditat de bits d'un senyal digital. El seu propòsit és augmentar la relació senyal-soroll aparent del senyal resultant. Això ho fa alterant la forma espectral de l'error que s'introdueix per dithering i quantificació; de manera que la potència del soroll és a un nivell més baix a les bandes de freqüència en què es considera que el soroll és menys desitjable i a un nivell corresponentment més alt en les bandes on es considera més desitjable. Un algorisme popular de conformació del soroll utilitzat en el processament d'imatges es coneix com a "dithering de Floyd Steinberg"; i molts algorismes de conformació del soroll utilitzats en el processament d'àudio es basen en un model de "Llindar absolut d'audició".

## Funcionament
La conformació del soroll funciona posant l'error de quantificació en un bucle de retroalimentació. Qualsevol bucle de retroalimentació funciona com un filtre, de manera que si es crea un bucle de retroalimentació per a l'error en si, l'error es pot filtrar com es vulgui.
Per exemple, considereu el sistema de retroalimentació:
{\displaystyle \ y[n]=x[n]+e[n-1],}
on y[n] és el valor de la mostra de sortida que s'ha de quantificar, x[n] és el valor de la mostra d'entrada, n és el número de mostra i e[n] és l'error de quantificació introduït a la mostra n :
{\displaystyle \ e[n]=y_{\text{quantized}}[n]-y[n].}

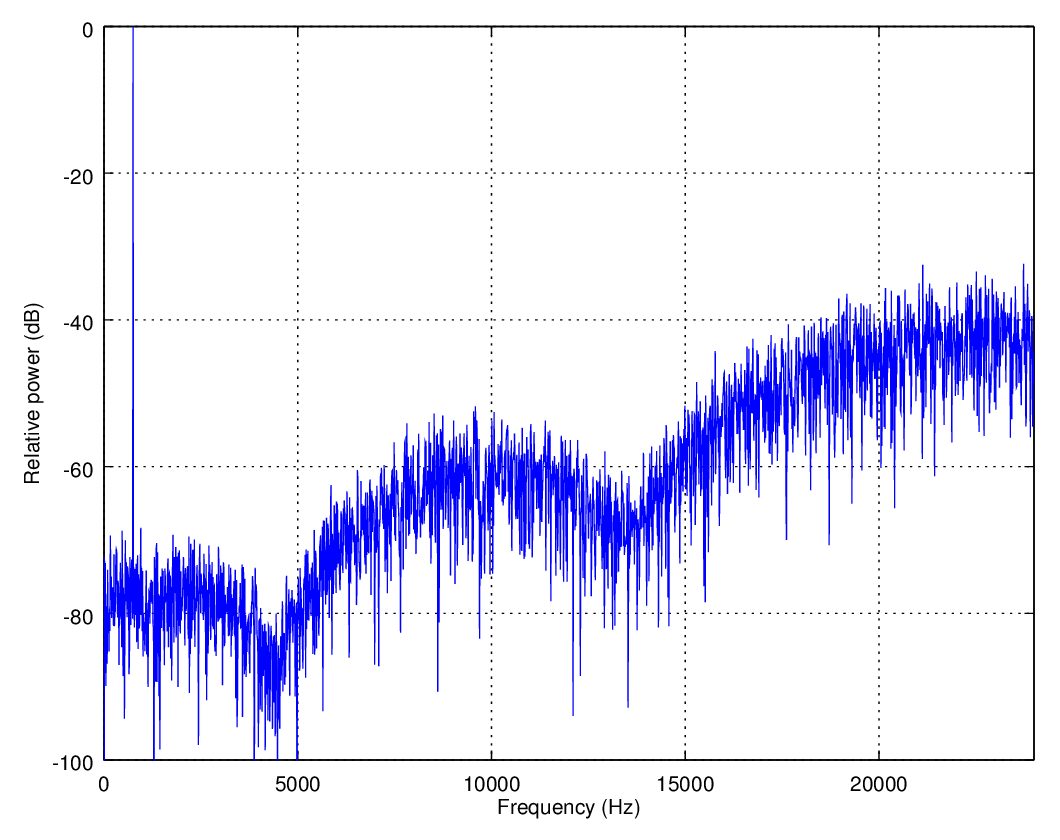
Espectre d'un to pur de 750 Hz mostrat a 48 kHz i quantificat a 4 bits mitjançant tramat triangular i modelatge de soroll.

En aquest model, quan es redueix la profunditat de bits de qualsevol mostra, es mesura i s'emmagatzema l'error de quantificació entre el valor quantificat i el valor original. Aquest "valor d'error" es torna a afegir a la següent mostra abans de la seva quantificació. L'efecte és que l'error de quantificació es filtra de pas baix mitjançant un filtre de carro de 2 mostres (també conegut com a filtre de mitjana mòbil simple). Com a resultat, en comparació amb abans, l'error de quantificació té una potència menor a freqüències més altes i una potència més alta a freqüències més baixes.

## En àudio digital
La conformació del soroll a l'àudio s'aplica amb més freqüència com a esquema de reducció de bits. La forma més bàsica de dither és el soroll pla i blanc. L'oïda, però, és menys sensible a determinades freqüències que d'altres a nivells baixos (vegeu Contorn d'igualtat sonora). Mitjançant l'ús de la configuració del soroll, l'error de quantificació es pot repartir de manera eficaç, de manera que més se centra en les freqüències que no es poden escoltar i menys en les freqüències que sí. El resultat és que allà on l'oïda és més crítica l'error de quantificació es pot reduir molt i on les orelles són menys sensibles el soroll és molt més gran. Això pot donar una reducció de soroll percebuda de 4 bits en comparació amb el tramat directe. Tot i que normalment es creu que l'àudio de 16 bits té 96 dB de rang dinàmic (vegeu els càlculs de la distorsió de quantificació), en realitat es pot augmentar a 120 dB mitjançant el tramat en forma de soroll.